# AGM-12 Bullpup

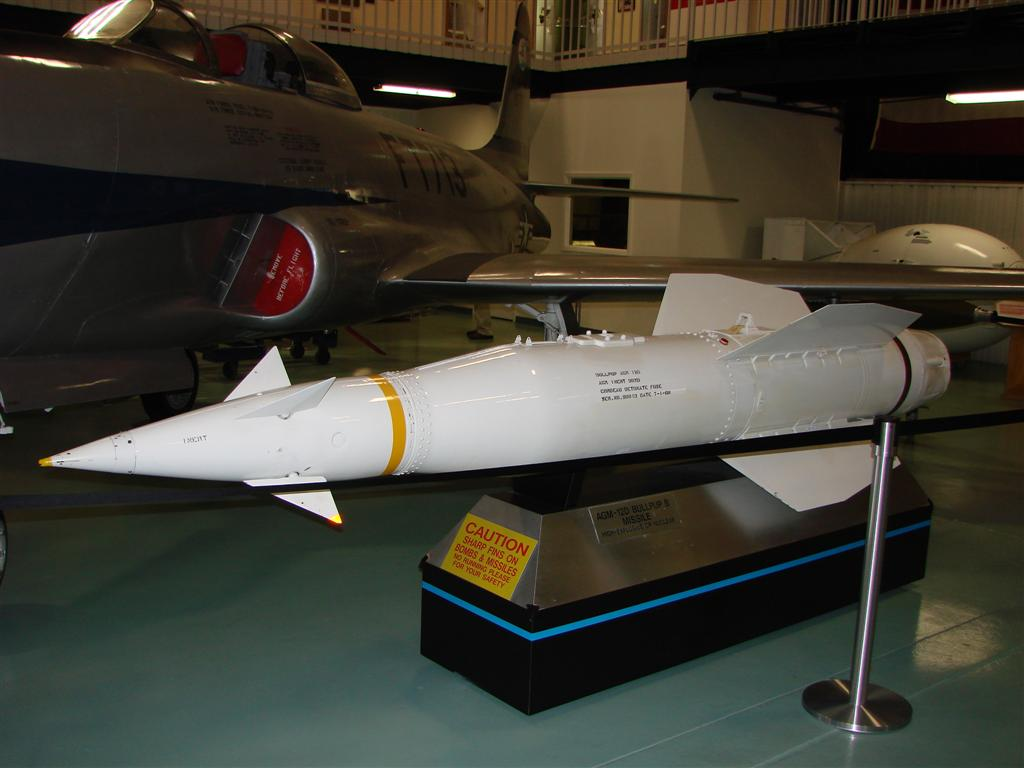
AGM-12B em museu.

O AGM-12 Bullpup é um míssil ar-terra que usado pelos aviões A-4 Skyhawk, A-6 Intruder, F-105 Thunderchief, F-4 Phantom II, F-8 Crusader, e P-3 Orion nas Forças Armadas dos Estados Unidos e em numerosos membros da OTAN e aliados dos EUA. Ele foi substituído em serviço por armas mais avançadas como o AGM-62 Walleye e AGM-65 Maverick.

## Projeto
O Bullpup foi o primeiro míssil guiado ar-superfície produzido em massa, sendo implantado primeiramente pela Marinha dos Estados Unidos em 1959 como o ASM-N-7, até que foi re-designado como AGM-12B em 1962. Ele foi desenvolvido com base nas experiências na Guerra da Coreia, na qual o poder aéreo estadunidense teve grande dificuldade em destruir alvo que necessitavam de mira precisa ou eram bem defendidas, como pontes.
Ainda que os pilotos achassem que o Bullpup atingisse os alvos com certa acurácia, achavam que a ogiva do AGM-12 era pouco efetiva contra estruturas massivas de concreto ou grandes pontes no Vietnã do Norte. No entanto em pelo menos uma ocasião específica, o bullpup provou o seu valor. Ataques convencionais com bombas não guiadas haviam falhado em destruir uma instalação subterrânea de armazenamento de munições cavada em uma montanha, mas o Bullpup conseguiu atingir o alvo com precisão na entrada da instalação subterrânea desencadeando a explosão secundária da munição armazenada.

## Operadores

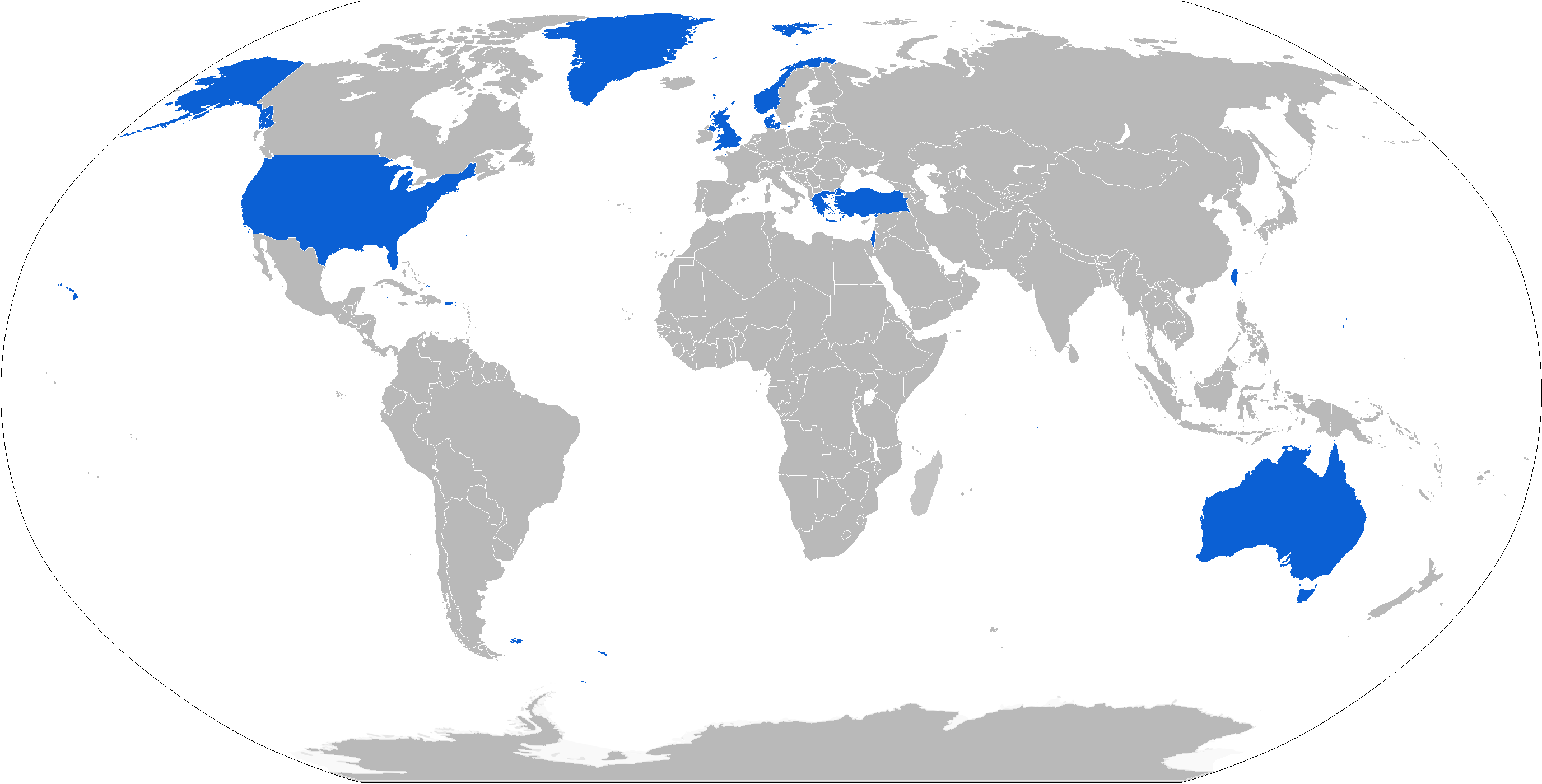
Mapa com os operadores de AGM-12 em azul

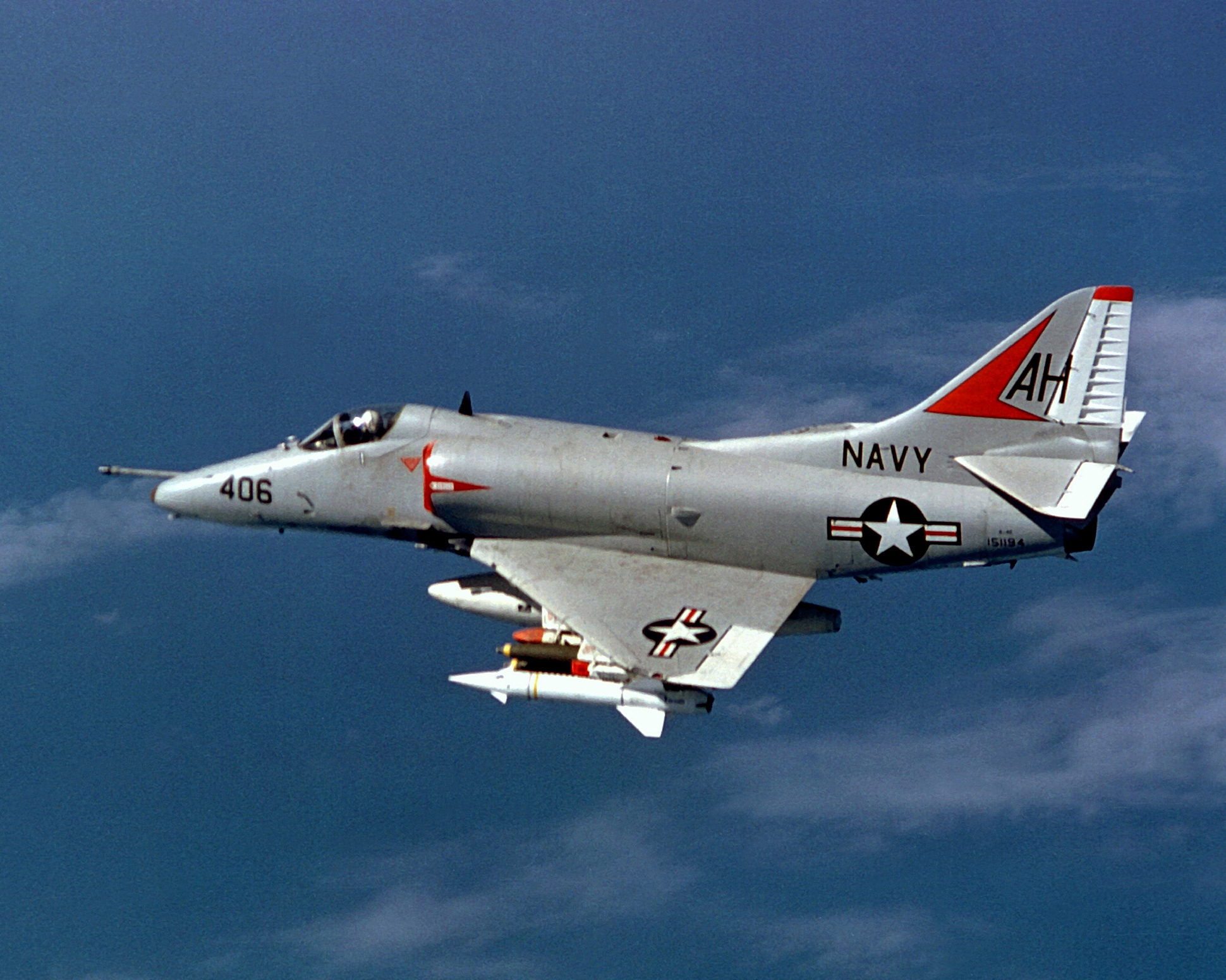
Um A-4E com AGM-12

Austrália
 Dinamarca
 Grécia
 Israel
 Noruega
 Taiwan
 Turquia
 Reino Unido
 Estados Unidos